# 10651 van Linschoten
A 10651 van Linschoten (ideiglenes jelöléssel 4522 P-L) a Naprendszer kisbolygóövében található aszteroida. Cornelis Johannes van Houten,  Ingrid van Houten-Groeneveld és Tom Gehrels fedezte fel 1960. szeptember 24-én.